# Bicyclus dekeyseri
Bicyclus dekeyseri je leptir iz porodice šarenaca. Živi u Gvineji, Liberiji, Obali Bjelokosti i Gani. Stanište im se sastoji od dubokih šuma.